# The Brink (serie televisiva)
The Brink è una serie televisiva statunitense creata dai fratelli Roberto e Kim Benabib per il network HBO.
La serie usa i toni della satira politica per raccontare una crisi geopolitica in una parte del mondo, che coinvolge i vari personaggi. Ogni stagione segue una differente crisi geopolitica; la prima stagione è incentrata sulla crisi tra USA e Pakistan. Tra gli interpreti principali figurano Jack Black, Tim Robbins, Pablo Schreiber e Aasif Mandvi.
Ha debuttato sul canale via cavo HBO il 21 giugno 2015. Anche se in un primo momento era stata annunciata la produzione di una seconda stagione, la serie è stata cancellata dopo il termine della prima.

## Personaggi ed interpreti

### Principali
- Alex Talbot, interpretato da Jack Black, doppiato da Fabrizio Vidale.
Agente degli Affari Esteri.
- Walter Larson, interpretato da Tim Robbins, doppiato da Stefano Benassi.
Segretario di Stato.
- Zeke "Z-Pak" Tilson, interpretato da Pablo Schreiber, doppiato da Riccardo Scarafoni.
Tenente comandante, pilota di un aereo da caccia.
- Rafiq Massoud, interpretato da Aasif Mandvi, doppiato da Pasquale Anselmo.
Pakistano impiegato dalla Ambasciata degli Stati Uniti.
- Kendra Peterson, interpretata da Maribeth Monroe, doppiata da Barbara De Bortoli.
Assistente di Walter Larson
- Glenn "Jammer" Taylor, interpretato da Eric Ladin, doppiato da Davide Perino.
Tenente, collega di Tilson.
- Pierce Gray, interpretato da Geoff Pierson.
Segretario della Difesa.
- Julian Navarro, interpretato da Esai Morales, doppiato da Alessio Cigliano.
Presidente degli Stati Uniti.

## Episodi
| Stagione       | Episodi | Prima TV originale | Prima TV Italia |
| -------------- | ------- | ------------------ | --------------- |
| Prima stagione | 10      | 2015               | 2015            |